# 1999-es Daytona 500
Az 1999-es Daytona 500 volt a verseny 41. kiírása 1959 óta, és az 1999-es Winston Cup Series első versenye. A versenyre február tizennegyedikén került sor a 2,5 mérföld (4 kilométer) hosszú Daytona International Speedwayen.
A hétvége minden fontos kérdésére Jeff Gordon neve volt a válasz, ugyanis a fiatal pilóta két évvel első győzelme után ezúttal a pole-pozíciót és a futam első helyét is besöpörte. Második helyen a legendás Dale Earnhardt zárt.

## Háttér
A szezon kezdete előtt három autótulajdonos, Andy Petree, Travis Carter és Joe Gibbs is kétautós csapatot tudott már indítani. Bobby Labonte mellett a Joe Gibbs Racing második versenyzője az újonc Tony Stewart lett, Petree Kenny Wallace-t szerződtette, míg Carter csapatához Darrell Waltrip került. Ebben az évben debütált Scott Barbour csapata Joe Bessey-vel a volánnál, valamint Mike Harmon is ebben a szezonban tervezett először indulni (a bemutatkozására végül csak 2002-ben került sor ebben a kategóriában szponzorációs problémák miatt).
A versenyre összesen ötvenkilenc versenyző kísérelte meg a kvalifikációt, amelynek első állomása a két selejtezőből álló Gatorade 125 volt. Elsőként azok kvalifikálták magukat a versenyre, akik ezeken az első tizenhat-tizenhat hely valamelyikén végeztek. További lehetőség volt a versenyen való indulásra egy kétkörös időmérő, legvégső esetben pedig a versenyeztetett autó előző évi teljesítménye alapján összeállított pontszáma.

## Végeredmény
| Poz. | Rajtrács | #  | Versenyző             | Csapat                          | Konstruktőr | Körök | Körök az élen | Megjegyzés              |
| --- | -------- | -- | --------------------- | ------------------------------- | ----------- | ----- | ------------- | ----------------------- |
| 1 | 1        | 24 | Jeff Gordon (Gy)      | Hendrick Motorsports            | Chevrolet   | 200   | 17            |                         |
| 2 | 4        | 3  | Dale Earnhardt (Gy)   | Richard Childress Racing        | Chevrolet   | 200   | 0             |                         |
| 3 | 41       | 28 | Kenny Irwin, Jr.      | Robert Yates Racing             | Ford        | 200   | 0             |                         |
| 4 | 12       | 31 | Mike Skinner          | Richard Childress Racing        | Chevrolet   | 200   | 31            |                         |
| 5 | 13       | 7  | Michael Waltrip       | Mattei Motorsports              | Chevrolet   | 200   | 0             |                         |
| 6 | 7        | 33 | Ken Schrader          | Andy Petree Racing              | Chevrolet   | 200   | 0             |                         |
| 7 | 24       | 44 | Kyle Petty            | Petty Enterprises               | Pontiac     | 200   | 0             |                         |
| 8 | 10       | 2  | Rusty Wallace         | Team Penske                     | Ford        | 200   | 104           |                         |
| 9 | 26       | 97 | Chad Little           | Roush Racing                    | Ford        | 200   | 0             |                         |
| 10 | 21       | 98 | Rick Mast             | Yarborough Burdette Motorsports | Ford        | 200   | 0             |                         |
| 11 | 25       | 9  | Jerry Nadeau          | Melling Racing                  | Ford        | 200   | 0             |                         |
| 12 | 34       | 25 | Wally Dallenbach, Jr. | Hendrick Motorsports            | Chevrolet   | 200   | 0             |                         |
| 13 | 14       | 16 | Kevin Lepage          | Roush Racing                    | Ford        | 200   | 0             |                         |
| 14 | 31       | 36 | Ernie Irvan (Gy)      | MB2 Motorsports                 | Pontiac     | 200   | 0             |                         |
| 15 | 27       | 75 | Ted Musgrave          | Butch Mock Motorsports          | Ford        | 200   | 0             |                         |
| 16 | 35       | 71 | Dave Marcis           | Marcis Auto Racing              | Chevrolet   | 199   | 0             | +1 kör                  |
| 17 | 39       | 26 | Johnny Benson         | Roush Racing                    | Ford        | 199   | 0             | +1 kör                  |
| 18 | 20       | 30 | Derrike Cope (Gy)     | Bahari Racing                   | Pontiac     | 199   | 0             | +1 kör                  |
| 19 | 15       | 77 | Robert Pressley       | Jasper Motorsports              | Ford        | 199   | 0             | +1 kör                  |
| 20 | 6        | 12 | Jeremy Mayfield       | Team Penske                     | Ford        | 199   | 7             | +1 kör                  |
| 21 | 43       | 66 | Darrell Waltrip (Gy)  | Haas-Carter Motorsports         | Ford        | 199   | 0             | +1 kör                  |
| 22 | 40       | 11 | Brett Bodine          | Brett Bodine Racing             | Ford        | 199   | 0             | +1 kör                  |
| 23 | 42       | 90 | Mike Wallace          | Donlavey Racing                 | Ford        | 199   | 0             | +1 kör                  |
| 24 | 18       | 22 | Ward Burton           | Bill Davis Racing               | Pontiac     | 199   | 0             | +1 kör                  |
| 25 | 3        | 18 | Bobby Labonte         | Joe Gibbs Racing                | Pontiac     | 198   | 20            | +2 kör                  |
| 26 | 28       | 58 | Ricky Craven          | SBIII Motorsports               | Ford        | 197   | 0             | +3 kör                  |
| 27 | 37       | 94 | Bill Elliott (Gy)     | Bill Elliott Racing             | Ford        | 194   | 7             | Ütközés                 |
| 28 | 2        | 20 | Tony Stewart (Ú)      | Joe Gibbs Racing                | Pontiac     | 181   | 0             | +19 kör                 |
| 29 | 16       | 4  | Bobby Hamilton        | Morgan-McClure Motorsports      | Chevrolet   | 174   | 0             | Ütközés (hátsó egyenes) |
| 30 | 29       | 10 | Ricky Rudd            | Rudd Performance Motorsports    | Ford        | 168   | 0             | +32 kör                 |
| 31 | 9        | 6  | Mark Martin           | Roush Racing                    | Ford        | 147   | 0             | Ütközés (3-as kanyar)   |
| 32 | 17       | 40 | Sterling Marlin (Gy)  | SABCO Racing                    | Chevrolet   | 144   | 0             | Ütközés (3-as kanyar)   |
| 33 | 22       | 45 | Rich Bickle           | Tyler Jet Motorsports           | Pontiac     | 142   | 0             | Ütközés (3-as kanyar)   |
| 34 | 23       | 1  | Steve Park            | Dale Earnhardt, Inc.            | Chevrolet   | 139   | 0             | Ütközés (3-as kanyar)   |
| 35 | 5        | 99 | Jeff Burton           | Roush Racing                    | Ford        | 138   | 0             | Ütközés (3-as kanyar)   |
| 36 | 32       | 42 | Joe Nemechek          | SABCO Racing                    | Chevrolet   | 137   | 0             | Ütközés (3-as kanyar)   |
| 37 | 8        | 88 | Dale Jarrett (Gy)     | Robert Yates Racing             | Ford        | 134   | 14            | Ütközés (3-as kanyar)   |
| 38 | 19       | 5  | Terry Labonte         | Hendrick Motorsports            | Chevrolet   | 134   | 0             | Ütközés (3-as kanyar)   |
| 39 | 30       | 60 | Geoffrey Bodine (Gy)  | Joe Bessey Motorsports          | Chevrolet   | 134   | 0             | Ütközés (3-as kanyar)   |
| 40 | 38       | 21 | Elliott Sadler (Ú)    | Wood Brothers Racing            | Ford        | 132   | 0             | Ütközés (3-as kanyar)   |
| 41 | 11       | 23 | Jimmy Spencer         | Haas-Carter Motorsports         | Ford        | 121   | 0             | Ütközés (2-es kanyar)   |
| 42 | 33       | 55 | Kenny Wallace         | Andy Petree Racing              | Chevrolet   | 92    | 0             | Motorhiba               |
| 43 | 36       | 43 | John Andretti         | Petty Enterprises               | Pontiac     | 25    | 0             | Motorhiba               |
| Nem kvalifikálták magukat a versenyre |          |    |                       |                                 |             |       |               |                         |
| |          | 84 | Stanton Barrett (Ú)   | PBH Motorsports                 | Chevrolet   |       |               |                         |
| |          | 80 | Andy Hillenburg       | Hover Motorsports               | Ford        |       |               |                         |
| |          | 81 | Morgan Shepherd       | Pinnacle Motorsports            | Ford        |       |               |                         |
| |          | 91 | Steve Grissom         | LJ Racing                       | Chevrolet   |       |               |                         |
| |          | 00 | Buckshot Jones (Ú)    | Buckshot Racing                 | Pontiac     |       |               |                         |
| |          | 78 | Gary Bradberry (Ú)    | Triad Motorsports               | Ford        |       |               |                         |
| |          | 47 | Billy Standridge      | Standridge Auto Racing          | Ford        |       |               |                         |
| |          | 73 | Ken Bouchard          | Barkdoll Racing                 | Chevrolet   |       |               |                         |
| |          | 59 | Mark Gibson (Ú)       | CSG Motorsports                 | Ford        |       |               |                         |
| |          | 72 | Jim Sauter            | Marcis Auto Racing              | Chevrolet   |       |               |                         |
| |          | 79 | Norm Benning (Ú)      | T.R.I.X. Racing                 | Chevrolet   |       |               |                         |
| |          | 13 | Dick Trickle          | Bill Elliott Racing             | Ford        |       |               |                         |
| |          | 15 | Jeff Green (Ú)        | Bud Moore Engineering           | Ford        |       |               |                         |
| |          | 48 | Glen Morgan (Ú)       | Glen Morgan Racing              | Chevrolet   |       |               |                         |
| |          | 50 | Dan Pardus (Ú)        | Midwest Transit Racing          | Chevrolet   |       |               |                         |
| |          | 41 | David Green (Ú)       | Larry Hedrick Motorsports       | Chevrolet   |       |               |                         |
| |          | 90 | Mike Harmon (Ú)2      | Donlavey Racing                 | Ford        |       |               |                         |
| 1999 Daytona 500 – Racing-Reference.info. [2012. február 19-i dátummal az eredetiből archiválva]. (Hozzáférés: 2013. június 21.) |          |    |                       |                                 |             |       |               |                         |
| Megjegyzések: 1. Miután David Green nem kvalifikálta magát a versenyre, szponzora, a Kodiak Mike Wallace autójára tette át a matricáit. 2. Mike Harmon eredetileg a teljes szezonban versenyzett volna, azonban szponzorációs problémák miatt végül nem tudott elindulni egyetlen futamon sem. |          |    |                       |                                 |             |       |               |                         |